# Dioundiou
Dioundiou (auch: Dioudiou, Dioudou, Djoundjou, deutsch veraltet: Djundju) ist eine Landgemeinde und der Hauptort des gleichnamigen Departements Dioundiou in Niger.

## Geographie

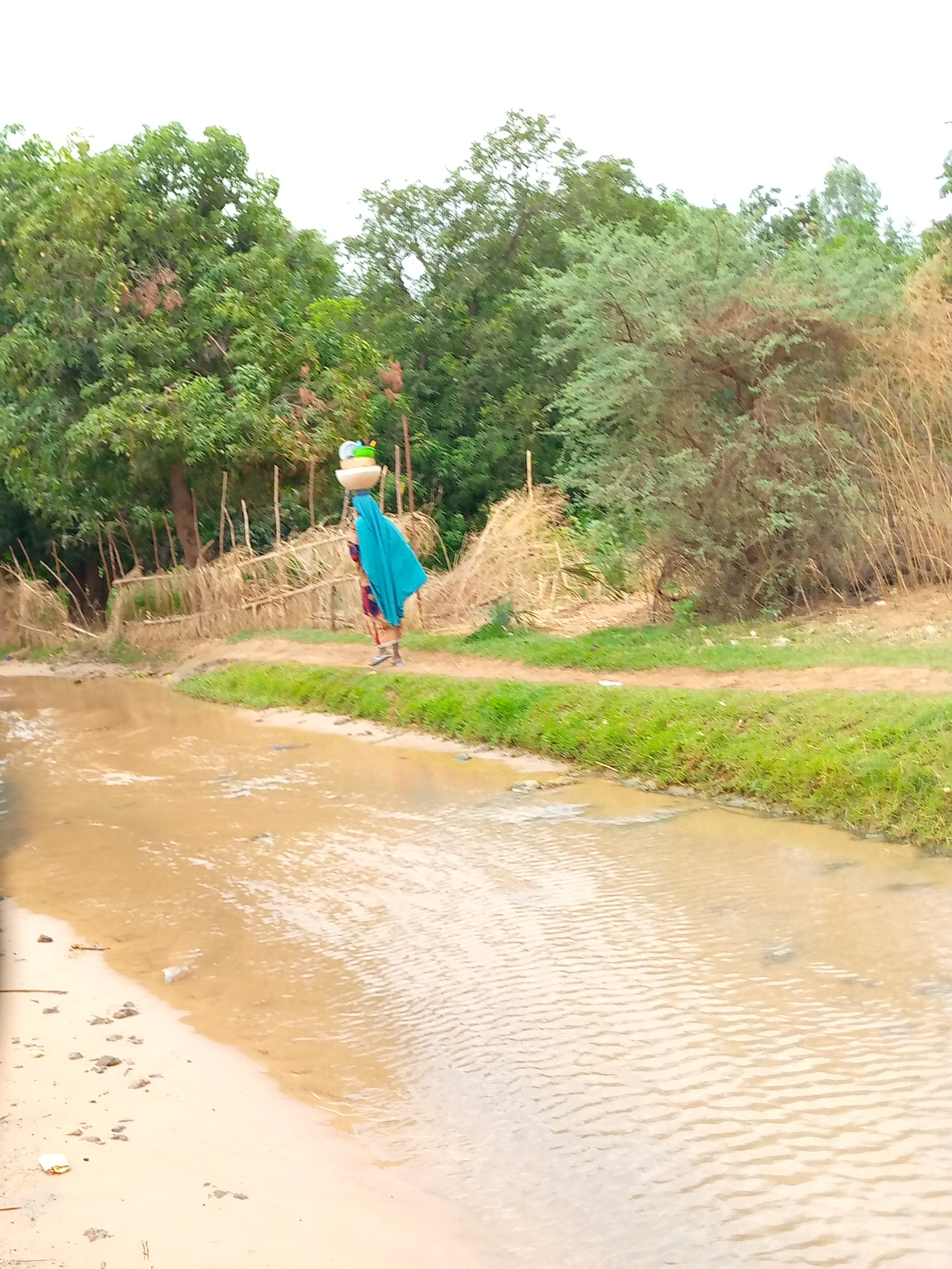
Ein Wasserlauf in Dioundiou (2023)

Dioundiou liegt in der Großlandschaft Sudan und grenzt im Osten an den Nachbarstaat Nigeria. Die Nachbargemeinden in Niger sind Karguibangou, Karakara, Tessa und Zabori im Norden, Yélou im Süden und Farey im Westen. Bei den Siedlungen im Gemeindegebiet handelt es sich um 74 Dörfer, 72 Weiler und 8 Lager. Der Hauptort der Landgemeinde ist das Dorf Dioundiou.
Durch das Gemeindegebiet verlaufen in Nord-Süd-Richtung die großen, periodisch wasserführenden Trockentäler Dallol Foga und Dallol Maouri.

## Geschichte

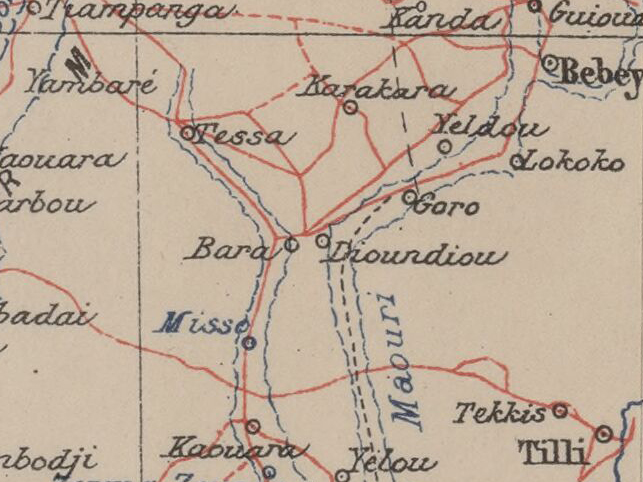
Ausschnitt einer Karte von 1903 mit Dioundiou im Zentrum

Der französischen Mission Voulet-Chanoine stellten sich im Jahr 1899 600 Krieger aus Dioundiou entgegen. Der befestigte Ort wurde von den Franzosen im Sturmangriff erobert, wobei Paul Voulet, der Anführer der Mission, verletzt wurde. Die Franzosen richteten Anfang des 20. Jahrhunderts einen Kanton in Dioundiou ein. Die 240 Kilometer lange Piste zwischen Dogondoutchi und Gaya, die durch Dioundiou führte, galt in den 1920er Jahren als einer der Hauptverkehrswege in der damaligen französischen Kolonie Niger. Sie war in der Trockenzeit mit Automobilen befahrbar.
Die Landgemeinde Dioundiou ging 2002 bei einer landesweiten Verwaltungsreform aus dem Kanton Dioundiou hervor. Im Jahr 2009 versuchten Überschwemmungen materielle Schäden, von denen 595 Einwohner unmittelbar betroffen waren. Bei der Flutkatastrophe in West- und Zentralafrika 2010 wurden in Dioundiou 399 Personen als Katastrophenopfer eingestuft. Seit 2011 gehört die Landgemeinde nicht mehr zum Departement Gaya, sondern zum neugeschaffenen Departement Dioundiou.

## Bevölkerung
Bei der Volkszählung 2012 hatte die Landgemeinde 54.157 Einwohner, die in 6750 Haushalten lebten. Bei der Volkszählung 2001 betrug die Einwohnerzahl 37.338 in 5195 Haushalten.
Im Hauptort lebten bei der Volkszählung 2012 6054 Einwohner in 901 Haushalten, bei der Volkszählung 2001 4062 in 569 Haushalten und bei der Volkszählung 1988 2578 in 380 Haushalten.
In ethnischer Hinsicht ist die Gemeinde ein Siedlungsgebiet von Tyenga, Zarma, Arawa und Fulbe.

## Politik
Der Gemeinderat (conseil municipal) hat 16 gewählte Mitglieder. Mit den Kommunalwahlen 2020 sind die Sitze im Gemeinderat wie folgt verteilt: 8 ANDP-Zaman Lahiya, 4 CRPD-SULHU, 3 PNDS-Tarayya und 1 RDR-Tchanji.
Jeweils ein traditioneller Ortsvorsteher (chef traditionnel) steht an der Spitze von 73 Dörfern in der Gemeinde, darunter dem Hauptort.

## Wirtschaft und Infrastruktur
Im Osten der Gemeinde wird Bewässerungsfeldwirtschaft betrieben, der Westen gehört zu einer Zone, in der Regenfeldbau vorherrscht. Die Rônierpalmen-Zonen von Guéza Bissala, Guéza Gado, Koutoumbou, Makani und Takalafia erstrecken sich über eine Gesamtfläche von 6280 Hektar. Die Niederschlagsmessstation im Hauptort liegt auf 197 m Höhe und wurde 1977 in Betrieb genommen. In Dioundiou werden mehrere Wochenmärkte abgehalten. Der Markttag ist Montag im Hauptort Dioundiou und Freitag im Dorf Koutoumbou. Das staatliche Versorgungszentrum für landwirtschaftliche Betriebsmittel und Materialien (CAIMA) unterhält eine Verkaufsstelle im Hauptort.
Gesundheitszentren des Typs Centre de Santé Intégré (CSI) sind im Hauptort und in der Siedlung Koutoumbou vorhanden. Das Gesundheitszentrum im Hauptort verfügt über ein eigenes Labor und eine Entbindungsstation. Der CEG Dioundiou und der CEG Koutoumbou sind allgemein bildende Schulen der Sekundarstufe des Typs Collège d’Enseignement Général (CEG). Der Collège d’Enseignement Technique de Dioundiou (CET Dioundiou) ist eine technische Fachschule. Das Berufsausbildungszentrum Centre de Formation aux Métiers de Dioundiou (CFM Dioundiou) bietet Lehrgänge in Land-, Forst- und Weidewirtschaft, Landwirtschaftsmechanik und Schneiderei an.
Durch die Gemeinde, unter anderem durch den Hauptort, führt die Nationalstraße 2 zwischen Boureïmi und Mafouta. Von der Nationalstraße 2 zweigen im Hauptort die zur Staatsgrenze mit Nigeria führende Landstraße RR3-004 und die nach Komakaïna führende Route 356 sowie beim Dorf Guéza Bissala die nach Malgorou führende Landstraße RR3-002 ab. Im Dorf Koutoumbou zweigt die zur Staatsgrenze mit Nigeria führende Route 355 von der Landstraße RR3-002 ab.